# Jenisej Krasnojarsk
FK Jenisej Krasnojarsk (Russisch: Футбольный клуб Енисей Красноярск) is een Russische voetbalclub uit Krasnojarsk.
De club werd in 1937 opgericht speelde vooral op het regionale niveau in de Sovjet-Unie. In 1992 begon de club in de Russische Eerste Divisie maar degradeerde na twee seizoenen. Ook in 1996, tussen 1999 en 2002 en in 2006 speelde de club in de Eerste Divisie. In 2010 won de club het kampioenschap in de oostelijke zone in de Russische Tweede Divisie en promoveerde opnieuw. In 2018 promoveerde de club voor het eerst naar de hoogste klasse, maar kon daar het behoud niet verzekeren.

## Historische namen
- 1937-1968: Lokomotiv
- 1968-1970: Rassvet
- 1970-1991: Avtomobilist
- 1991-2010: Metalloerg
- 2010-2011: Metalloerg-Jenisej (officieel nieuwe vereniging)
- 2011-heden: Jenisej